# Лес умерших
«Лес умерших» (исп. Bosque de los Ausentes) — испанский мемориальный памятник.
Создан в память о жертвах террористической атаки 11 марта 2004 года в Мадриде, павших от рук семерых террористов-смертников. Памятник расположен у мадридского парка Ретиро, неподалёку от вокзала Аточа, на котором и произошла трагедия. Было посажено 192 дерева — (22 оливы и 170 кипарисов), по одному дереву на каждого погибшего.

## Открытие мемориала
Церемония открытия состоялась 11 марта 2005 года. Король Испании Хуан Карлос I и королева София первыми возложили гирлянды у памятника. Гирлянды были опоясаны лентой с надписью: «Всем жертвам террора» (исп. A todas las víctimas del terrorismo) и лентой, окрашенной в цвета национального флага Испании. По просьбе родственников жертв, во время церемонии не произносились речи. 17-летний виолончелист исполнил мелодию Пабло Казальса El cant dels ocells («Песнь птиц»).
На церемонии присутствовали главы 12 иностранных государств и международных организаций.

### Участники
- Фелипе, принц Астурийский, со своею супругою принцессой Летисией;
- Хосе Луис Родригес Сапатеро, председатель правительства Испании[6];
- Кофи Аннан, генеральный секретарь Организации Объединённых Наций;
- Мохаммед VI, король Марокко[6];
- Хамид Карзай, президент Афганистана;
- Абдулай Вад, президент Сенегала;
- Марек Белка, премьер-министр Польши;
- Мауйя ульд Сиди Ахмед Тайя, президент Мавритании;
- Жоржи Сампайю, президент Португалии;
- Анри, великий герцог Люксембурга;
- Хавьер Солана, верховный представитель Евросоюза по общей внешней политике и политике безопасности;
- Жозеп Боррель, президент Европарламента.

В церемонии участвовали также послы шестнадцати стран, граждане которых погибли во время серии терактов.